# Bathydrilus fortis
Bathydrilus fortis är en ringmaskart som beskrevs av Erséus 1997. Bathydrilus fortis ingår i släktet Bathydrilus och familjen glattmaskar. Inga underarter finns listade i Catalogue of Life.